# Valle Varaita

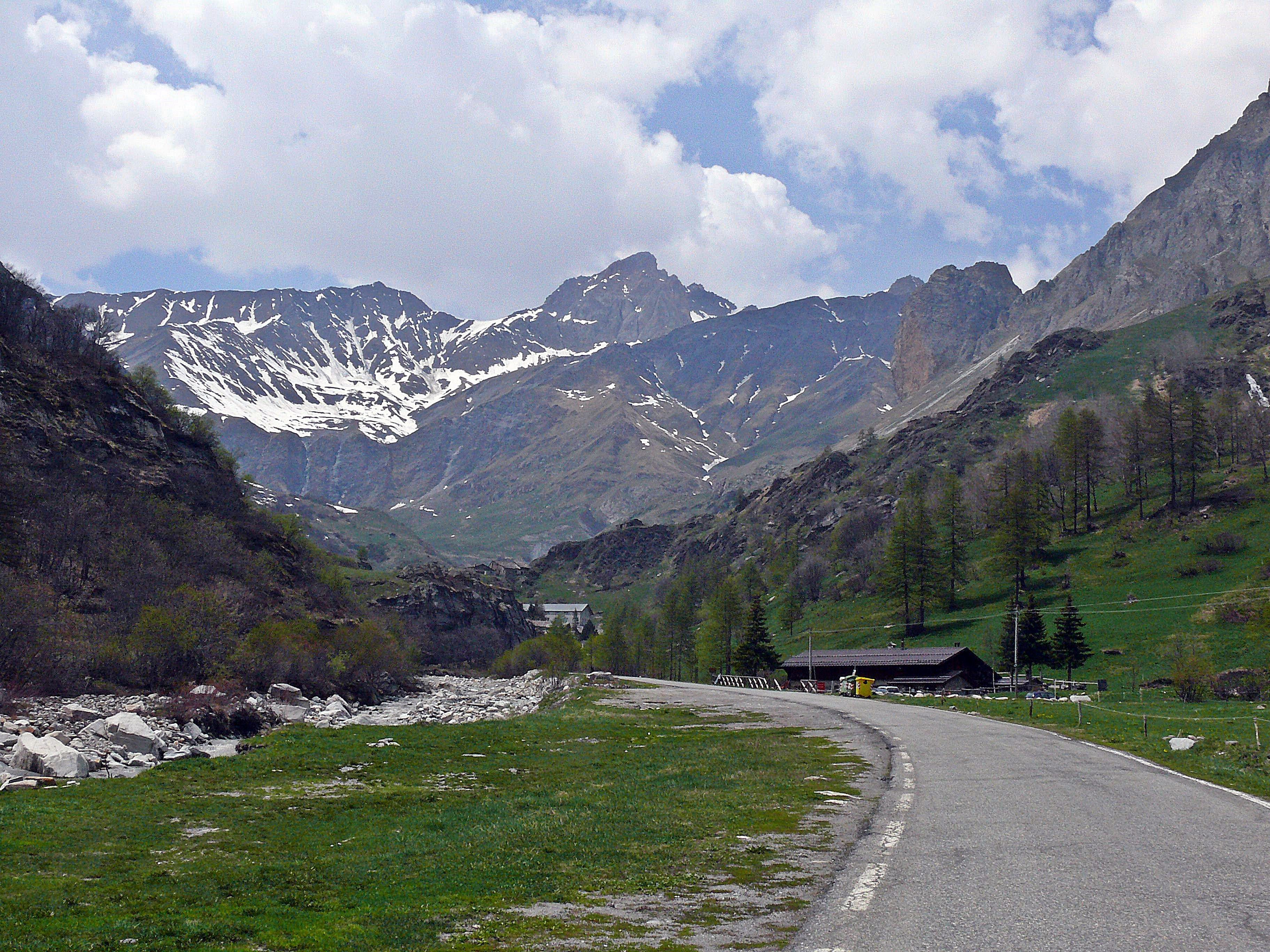
Valle Varaita

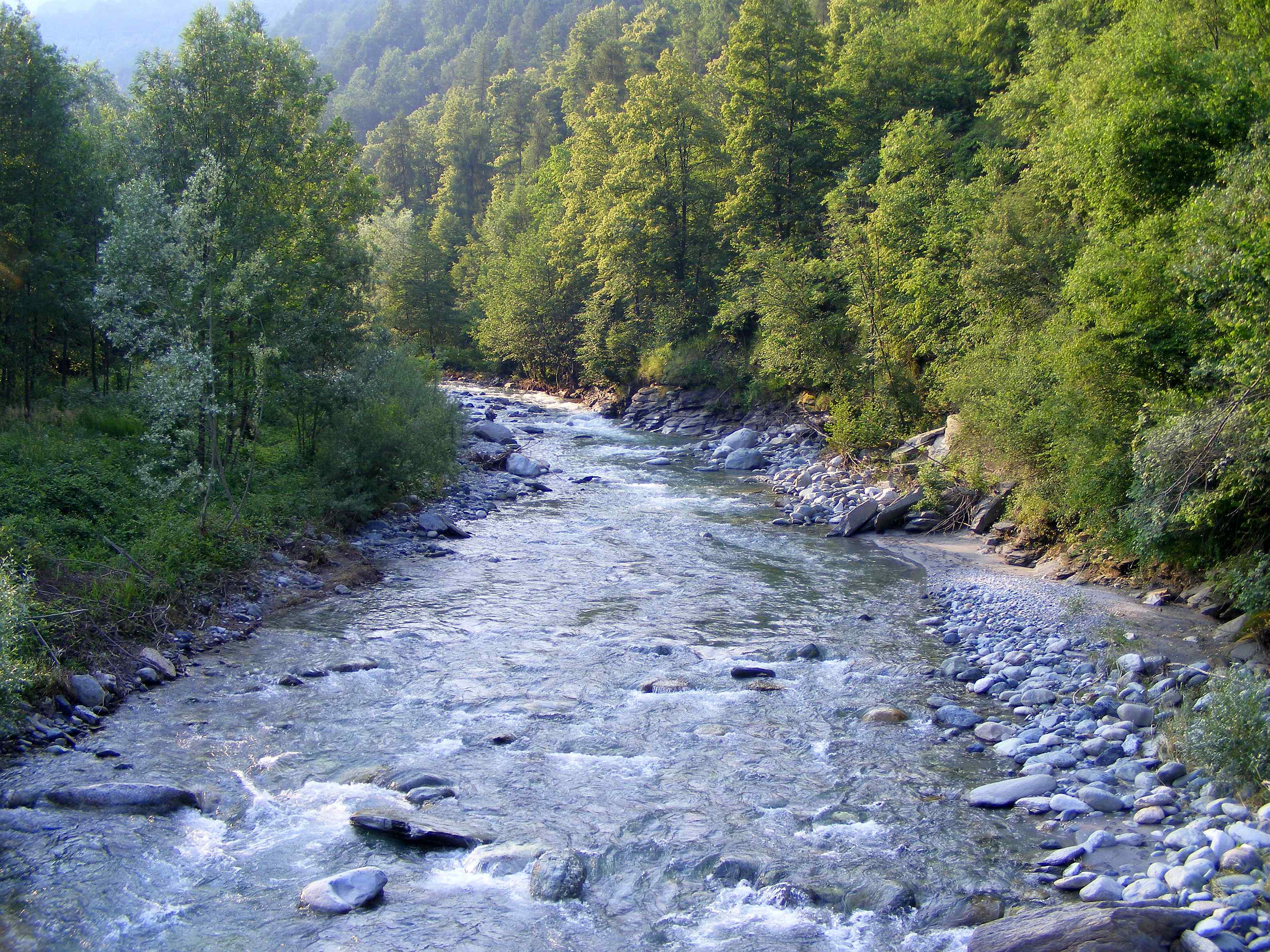
Valle Varaita obok Melle

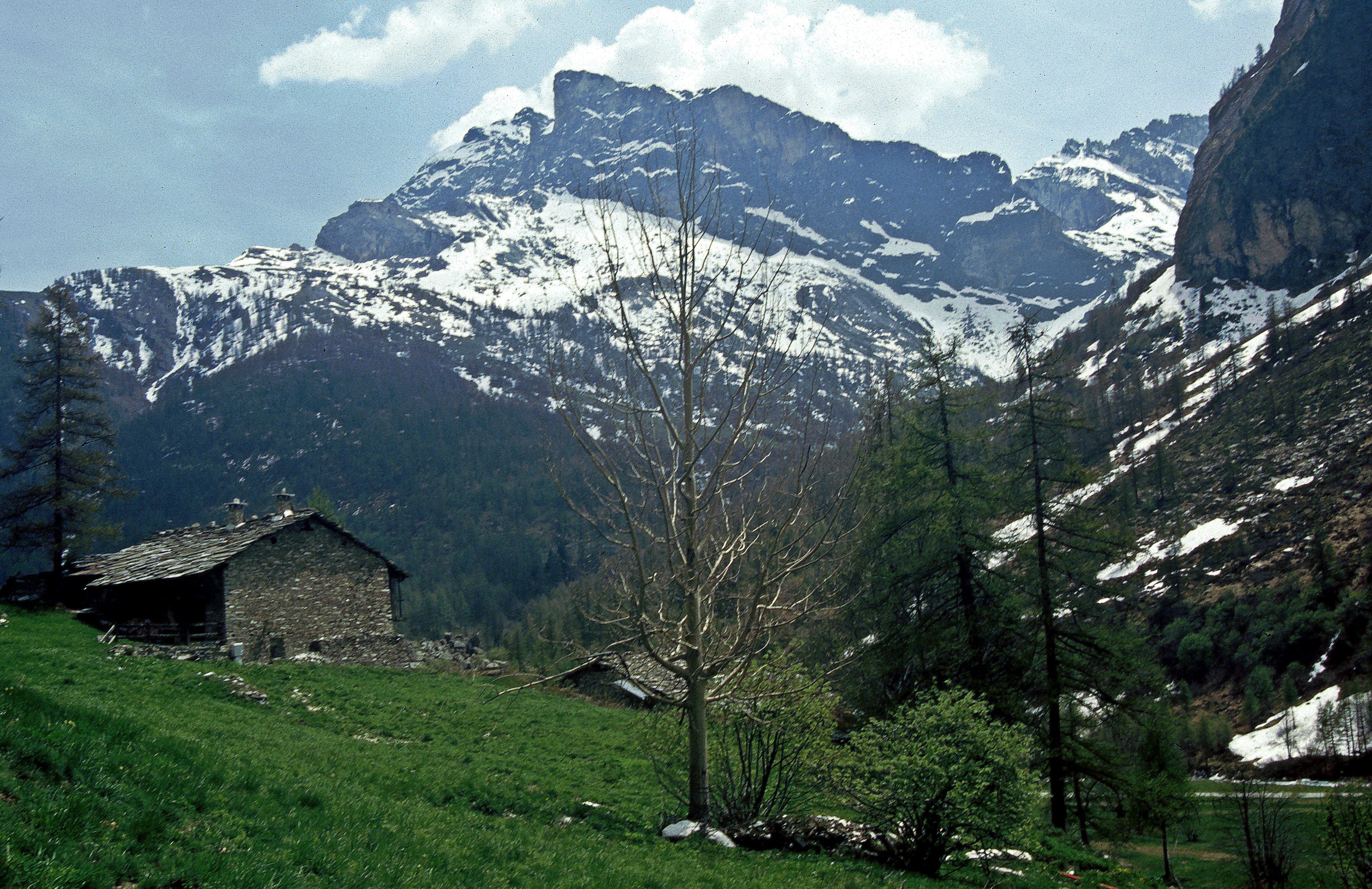
Valle Varaita

Valle Varaita (też Val Varaita lub Varaitatal) – dolina piemoncka, mająca 50 kilometrów. Znajduje się we włoskiej części Alp Kotyjskich. Należy do prowincji Cuneo i obejmuje ze swoimi 14 gminami i prawie 18 000 mieszkańców obszar 47 134 hektarów.

## Położenie
Dolina ma długość 32 kilometrów, ze wschodu na zachód, od Costigliole Saluzzo aż do Col Agnel. Wznosi się od  400 metrów do 3 000 metrów.
Pomiędzy biegiem górnym Valle Varaita i rzeką Pad leży najwyższy szczyt Alp Kotyjskich, 
Monte Viso, którego wysokość wynosi 3 841 metrów. Dolina biegnie od strony zachodnio-wschodniej, od głównego łańcucha Alp aż do Niziny Padańskiej. Pomiędzy pasmem gór, które razem z granicą francuską pokrywają się, powstają dwie rzeki źródłowe, Varaita di Bellino i Varaita di Chianale. Rzeki płyną razem w mieście Casteldelfino, we Włoszech. Valle Varaita rozpoczyna serię strumieni i rzek. Od doliny płynie, od lewej strony rzeka Valloni di Valmala i Di Isasca, a od prawej strony Valloni di Valmala i Di Lemma. Wyjście z doliny znajduje się około 10 kilometrów  na południe od miasta Saluzzo. Varaita płynie stamtąd w stronę północno-wschodnią i wpada po około 30 kilometrach do rzeki Pad, która jest źródłem również w obszarze góry Monte Viso, mianowicie w biegu górnym rzeki Pad, Valle Po.
Dolinami równoregłymi do doliny Varaitatal są Valle Po, znajdująca się na północy i dolina Valle Maira, leżąca na południu. Tutaj występuje Valle Bronda, od północno-wschodniej strony. Od zachodu łączą się na francuskiej stronie te wyższe doliny Ubaye i Guil. 